# Championnats panaméricains de BMX 2018
Navigation
Édition précédente Édition suivante
Les championnats panaméricains de BMX 2018 ont lieu le 21 juillet 2018 à Medellin en Colombie.

## Podiums
| Épreuves            | Or                 | Argent           | Bronze         |
| ------------------- | ------------------ | ---------------- | -------------- |
| Épreuves masculines |                    |                  |                |
| Élites hommes       | Anderson Souza     | Jefferson Milano | Nicolás Torres |
| Juniors hommes      | Esteban Naranjo    | Camilo Ramírez   | Gonzalo Rengel |
| Épreuves féminines  |                    |                  |                |
| Élites femmes       | Priscilla Carnaval | Doménica Azuero  | Karla Carrera  |
| Juniors femmes      | Laura Ordóñez      | Gabriela Bolle   | Camila Diosa   |